# Procampylaspis procurrens
Procampylaspis procurrens är en kräftdjursart som beskrevs av Jones 1984. Procampylaspis procurrens ingår i släktet Procampylaspis och familjen Nannastacidae. Inga underarter finns listade i Catalogue of Life.